# Jan Brabec
Jan Brabec (* 15. srpna 1959 Praha) je český hudebník a novinář. Byl dlouholetým bubeníkem skupiny The Plastic People of the Universe (1977–1988, 1997–1999) a po jejím rozpadu lídrem Domácí kapely (od 1988). Je signatářem Charty 77.

## Kariéra
Veřejně poprvé vystupoval ve svých čtrnácti letech se skupinou Delirium, v níž s ním působili mj. Jiří Charypar a Vladimír Dědek (rovněž pozdější člen The Plastic People of the Universe). Později se seznámil s Ivanem Bierhanzlem a Jaroslavem Ungerem a začal hrát s jejich skupinou Dr. Prostěradlo Band.
Na podzim 1977, ve svých osmnácti letech, nastoupil do skupiny The Plastic People of the Universe. Nahrál s ní všechna její následná řadová alba: Pašijové hry velikonoční (1978), Jak bude po smrti (1979), Co znamená vésti koně (1981), Hovězí porážka (1982–1984) a Půlnoční myš (1985–1986). Se skupinou hrál až do jejího rozpadu v roce 1988. Roku 1997 došlo k jejímu obnovení, v následujícím roce proběhlo turné po USA, a Brabec skupinu brzy opustil. V roce 2024 vznikla nová verze skupiny opět s Brabcem za bicími, vystupující pod zkráceným názvem PPU.
V roce 1978 začal hrát také se skupinou DG 307, se kterou nahrál programy Dar stínum (jaro 1979) a Pták utrženej ze řetězu (podzim 1979). V osmdesátých letech působil v projektu Z jedné strany na druhou, jehož sebrané nahrávky vyšly v roce 2011 pod názvem Komplet 1985–2010. Po rozpadu The Plastic People of the Universe založil Brabec vlastní soubor, Domácí kapelu, která vydala tři studiová alba: Neděle (1992), Jedné noci snil (1996) a Krajina mlčí (2008). V roce 1995 vydal ve spolupráci s Vratislavem Brabencem, Josefem Karafiátem, Janem Komárkem, Petrou Oplištilovou a Filipem Topolem album Konec léta. V roce 1999 mu v nakladatelství Maťa vyšla sbírka textů Noční psi.
Přispíval do samizdatového časopisu Revolver Revue, později stál u zrodu týdeníku Respekt.